# Campanula columnaris
Campanula columnaris là loài thực vật có hoa trong họ Hoa chuông. Loài này được Contandr., Quézel & Zaffran mô tả khoa học đầu tiên năm 1973 publ. 1974.